# Оэй
Оэй (яп. 応永 о:эй, соответствующая продолжительность) — девиз правления (нэнго) японских императоров Го-Комацу и Сёко, использовавшийся с 1394 по 1428 год.

## Продолжительность
Начало и конец эры:
- 5-й день 7-й луны 5-го года Мэйтоку (по юлианскому календарю — 2 августа 1394);
- 27-й день 4-й луны 35-го года Оэй (по юлианскому календарю — 10 июня 1428).

## Происхождение
Название нэнго было заимствовано из классического древнекитайского сочинения «Хуэй яо» (кит. 会要, пиньинь Huì yào, буквально: «Собрание важнейших сведений»):「久応称之、永有天下」.

## События
даты по юлианскому календарю
- 1394 год (1-й год Оэй) — Асикага Ёсимицу передаёт власть сыну[6];
- 1396 год (3-й год Оэй) — Имагава Садаё был отправлен в отставку[7];
- 13 мая 1397 года (16-й день 4-й луны 4-го года Оэй) — начато строительство храма Кинкаку-дзи[8];

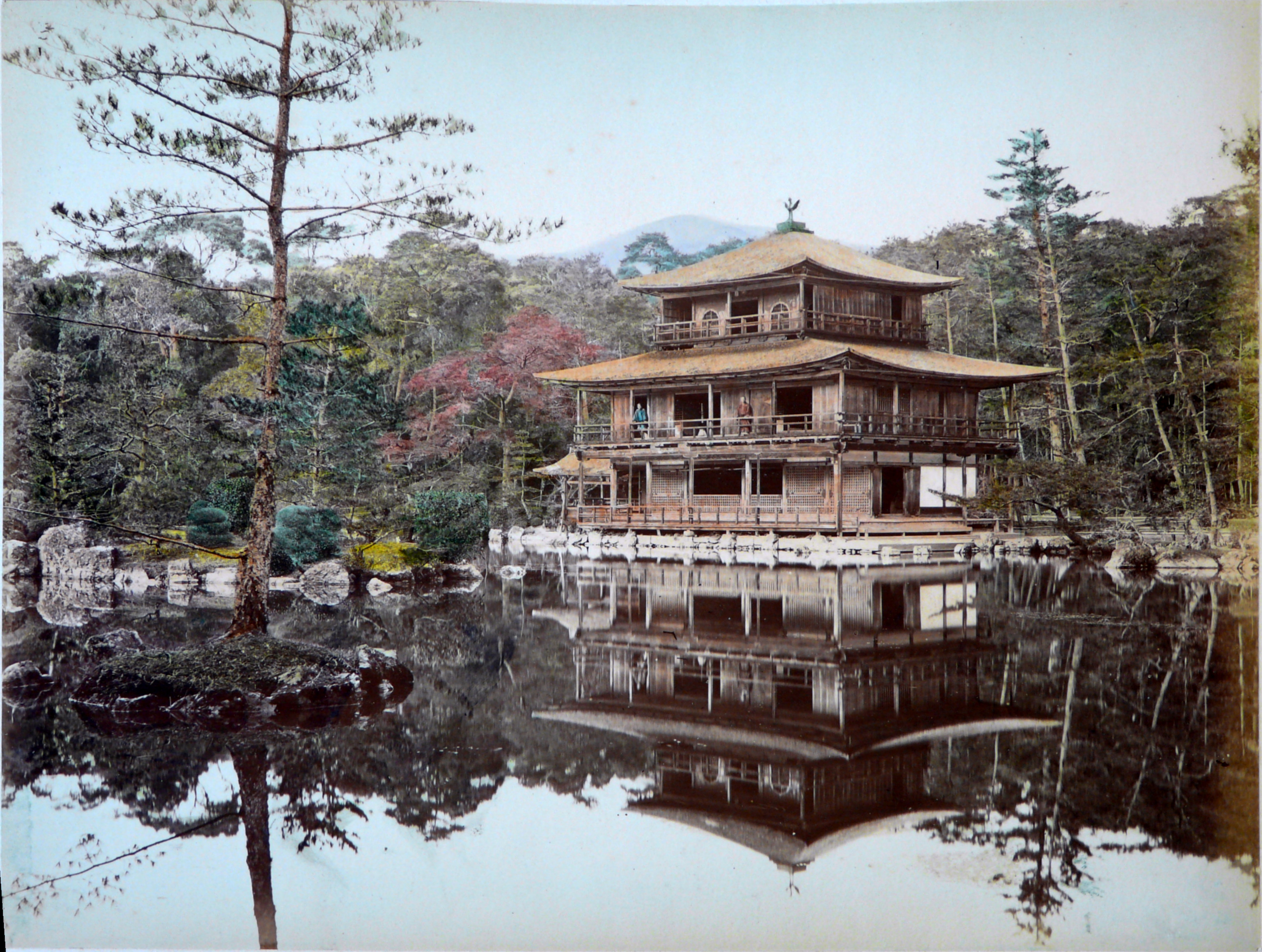
Кинкакудзи

- 1401 год (2-я луна 8-го года Оэй) — сгорел императорский дворец[9];
- 1408 год (15-й год Оэй) — Асикага Ёсимицу скончался[10];
- 1409 год (16-й год Оэй) — Асикага Мотиудзи получает титул канто кубо[10];
- 1413 год (20-й год Оэй) — Асикага Ёсимоти заболел и отправил гонцов в храм Исэ молиться за его здоровье[11];
- 1415 год (22-й год Оэй) — разлад между канто кубо Мотиудзи и канрэем Уэсуги Дзэнсю[12];
- 1418 год (25-й год Оэй) — по приказу Асикаги Ёсимоти началось восстановление храма Асама (яп. 浅間神社) у подножия горы Фудзияма в провинции Суруга[13];
- 1420 год (27-й год Оэй) — страну поразил голод[12];
- 1423 год (2-я луна 30-го года Оэй) — сёгун Асикага Ёсимоти отказывается от власти в пользу своего 17-летнего сына Асикаги Ёсикацу[14];
- 1424 год (31-й год Оэй) — скончался бывший император Го-Камэяма[10];
- 17 марта 1425 (27-й день 2-й луны 32-го года Оэй) — скончался сёгун Асикага Ёсикацу, его место вновь занял Ёсимоти[15];

### Восстания
- 1396 год (3-й год Оэй) — восстание сторонников южной императорской династии под предводительством Ёсимунэ Садаката и Ёсихару Ёситака; было подавлено войсками Асикага Удзимицу; Садаката и Ёситака удалось скрыться[16];
- 1397 год (4-й год Оэй) — подавление восстания в Кюсю[10];

- 1399 год (6-й год Оэй) — Смута годов Оэй (яп. 応永の乱 о:эй но ран) — восстание провинции Идзуми под предводительством Оути Ёсихиро против рода Асикага; к нему присоединились Кусуноки Масахидэ и оставшиеся потомки родов Кикути и Китабатакэ; выступление было подавлено правительственными войсками[17];
- 1402 год (9-й год Оэй) — подавлено восстание в провинции Муцу[10];
- 1403 год (10-й год Оэй) — был убит бывший повстанец Ёсихару Ёситака[16];
- 1410 год (17-й год Оэй) — Ёсимунэ Садаката начал готовить новое восстание в Камакуре, но был схвачен и казнён[16];
- 1412 год (19-й год Оэй) — император Го-Комацу отказался от трона, и сёгунат Асикага возвёл на престол императора Сёко, хотя согласно правилам наследования его место должен был занять сын императора Го-Камэяма; в ответ на это Кусуноки и Китабатакэ подняли бунт, что вынудило Асикага пообещать, что следующим монархом будет представитель южной династии (обещание сдержано не было, что спровоцировало новые выступления)[17];
- 1416-17 годы (23-й — 24-й годы Оэй) — восстание рода Уэсуги; подавлено Мотиудзи[12];
- 1428 год (35-й год Оэй) — начало крестьянских восстаний против ростовщиков, которые вошли в историю под названием «токусэй-икки», или «до-икки»[18].

### Внешняя политика
- 1397 год (8-я луна 4-го года Оэй) — император Го-Комацу отправил посла ко двору китайского императора Хунъу[8];
- сентябрь 1398 года (8-я луна 5-го года Оэй) — ван корейского государства Чосон по имени Тхэджон отправил посольство в Японию[19]; Пак Тонджи (кор. 박돈지) со своей свитой прибыл в Киото. Сёгун Асикага Ёсимоти вручил посланнику дипломатическое письмо; двору Чосон были пожалованы дары[8];
- 1401 год (8-й год Оэй) — Ёсимицу отправляет посольство ко двору китайского императора Цзяньвэня с целью начать торговлю между Японией и китайской династией Мин; послы вручили золото и разнообразные дары[9];
- 1402 год (9-й год Оэй) — Ёсимицу получил письмо от императора Цзяньвэня, где по ошибке был назван «царём Японии»[20];
- 1405 год (12-й год Оэй) — начало торговых отношений между Китаем и Японией[21];
- 1409 год (3-я луна 16-го года Оэй) — в Киото приняты послы корейского государства Чосон[22];
- 1411 год (18-й год Оэй) — сёгун Асикага Ёсимоти разрывает отношения с Китаем[12];
- 18 июля 1419 года (26-й день 6-й луны 26-го года Оэй) — Вторжение годов Оэй (яп. 応永の外寇 о:эй но гайко:) нападение флота корейского государства Чосон на позиции пиратов в провинции Цусима, которые часто нападали на прибрежную зону Корейского полуострова; в военной экспедиции приняли участие более 200 кораблей и 17 000 воинов[23].

## Сравнительная таблица
Ниже представлена таблица соответствия японского традиционного и европейского летосчисления. В скобках к номеру года японской эры указано название соответствующего года из 60-летнего цикла китайской системы гань-чжи. Японские месяцы традиционно названы лунами.
| 1-й год Оэй (Деревянная Собака)     | 1-я луна        | 2-я луна*               | 3-я луна  | 4-я луна*               | 5-я луна                | 6-я луна                | 7-я луна*               | 8-я луна                | 9-я луна*   | 10-я луна  | 11-я луна*               | 12-я луна     |                |
| ----------------------------------- | --------------- | ----------------------- | --------- | ----------------------- | ----------------------- | ----------------------- | ----------------------- | ----------------------- | ----------- | ---------- | ------------------------ | ------------- | -------------- |
| Юлианский календарь                 | 1 февраля 1394  | 3 марта                 | 1 апреля  | 1 мая                   | 30 мая                  | 29 июня                 | 29 июля                 | 27 августа              | 26 сентября | 25 октября | 24 ноября                | 23 декабря    |                |
| 2-й год Оэй (Деревянная Свинья)     | 1-я луна*       | 2-я луна                | 3-я луна* | 4-я луна                | 5-я луна*               | 6-я луна                | 7-я луна*               | 7-я луна (високосная) * | 8-я луна    | 9-я луна   | 10-я луна                | 11-я луна*    | 12-я луна      |
| Юлианский календарь                 | 22 января 1395  | 20 февраля              | 22 марта  | 20 апреля               | 20 мая                  | 18 июня                 | 18 июля                 | 16 августа              | 14 сентября | 14 октября | 13 ноября                | 13 декабря    | 11 января 1396 |
| 3-й год Оэй (Огненная Крыса)        | 1-я луна*       | 2-я луна                | 3-я луна* | 4-я луна                | 5-я луна*               | 6-я луна*               | 7-я луна                | 8-я луна                | 9-я луна    | 10-я луна* | 11-я луна                | 12-я луна     |                |
| Юлианский календарь                 | 10 февраля 1396 | 10 марта                | 9 апреля  | 8 мая                   | 7 июня                  | 6 июля                  | 4 августа               | 3 сентября              | 3 октября   | 2 ноября   | 1 декабря                | 31 декабря    |                |
| 4-й год Оэй (Огненный Бык)          | 1-я луна*       | 2-я луна*               | 3-я луна  | 4-я луна*               | 5-я луна*               | 6-я луна                | 7-я луна*               | 8-я луна                | 9-я луна    | 10-я луна* | 11-я луна                | 12-я луна     |                |
| Юлианский календарь                 | 30 января 1397  | 28 февраля              | 29 марта  | 28 апреля               | 27 мая                  | 25 июня                 | 25 июля                 | 23 августа              | 22 сентября | 22 октября | 20 ноября                | 20 декабря    |                |
| 5-й год Оэй (Земляной Тигр)         | 1-я луна        | 2-я луна*               | 3-я луна* | 4-я луна                | 4-я луна (високосная) * | 5-я луна*               | 6-я луна                | 7-я луна*               | 8-я луна    | 9-я луна*  | 10-я луна                | 11-я луна     | 12-я луна      |
| Юлианский календарь                 | 19 января 1398  | 18 февраля              | 19 марта  | 17 апреля               | 17 мая                  | 15 июня                 | 14 июля                 | 13 августа              | 11 сентября | 11 октября | 9 ноября                 | 9 декабря     | 8 января 1399  |
| 6-й год Оэй (Земляной Кролик)       | 1-я луна*       | 2-я луна                | 3-я луна* | 4-я луна                | 5-я луна*               | 6-я луна*               | 7-я луна                | 8-я луна*               | 9-я луна    | 10-я луна* | 11-я луна                | 12-я луна     |                |
| Юлианский календарь                 | 7 февраля 1399  | 8 марта                 | 7 апреля  | 6 мая                   | 5 июня                  | 4 июля                  | 2 августа               | 1 сентября              | 30 сентября | 30 октября | 28 ноября                | 28 декабря    |                |
| 7-й год Оэй (Металлический Дракон)  | 1-я луна*       | 2-я луна                | 3-я луна  | 4-я луна*               | 5-я луна                | 6-я луна*               | 7-я луна*               | 8-я луна                | 9-я луна*   | 10-я луна  | 11-я луна*               | 12-я луна     |                |
| Юлианский календарь                 | 27 января 1400  | 25 февраля              | 26 марта  | 25 апреля               | 24 мая                  | 23 июня                 | 22 июля                 | 20 августа              | 19 сентября | 18 октября | 17 ноября                | 16 декабря    |                |
| 8-й год Оэй (Металлическая Змея)    | 1-я луна        | 1-я луна (високосная) * | 2-я луна  | 3-я луна                | 4-я луна*               | 5-я луна                | 6-я луна*               | 7-я луна*               | 8-я луна    | 9-я луна*  | 10-я луна                | 11-я луна*    | 12-я луна      |
| Юлианский календарь                 | 15 января 1401  | 14 февраля              | 15 марта  | 14 апреля               | 14 мая                  | 12 июня                 | 12 июля                 | 10 августа              | 8 сентября  | 8 октября  | 6 ноября                 | 6 декабря     | 4 января 1402  |
| 9-й год Оэй (Водяная Лошадь)        | 1-я луна*       | 2-я луна                | 3-я луна  | 4-я луна*               | 5-я луна                | 6-я луна*               | 7-я луна                | 8-я луна*               | 9-я луна    | 10-я луна* | 11-я луна                | 12-я луна*    |                |
| Юлианский календарь                 | 3 февраля 1402  | 4 марта                 | 3 апреля  | 3 мая                   | 1 июня                  | 1 июля                  | 30 июля                 | 29 августа              | 27 сентября | 27 октября | 25 ноября                | 25 декабря    |                |
| 10-й год Оэй (Водяная Коза)         | 1-я луна        | 2-я луна*               | 3-я луна  | 4-я луна*               | 5-я луна                | 6-я луна                | 7-я луна*               | 8-я луна                | 9-я луна*   | 10-я луна  | 10-я луна (високосная) * | 11-я луна     | 12-я луна*     |
| Юлианский календарь                 | 23 января 1403  | 22 февраля              | 23 марта  | 22 апреля               | 21 мая                  | 20 июня                 | 20 июля                 | 18 августа              | 17 сентября | 16 октября | 15 ноября                | 14 декабря    | 13 января 1404 |
| 11-й год Оэй (Деревянная Обезьяна)  | 1-я луна        | 2-я луна*               | 3-я луна  | 4-я луна*               | 5-я луна                | 6-я луна*               | 7-я луна                | 8-я луна                | 9-я луна*   | 10-я луна  | 11-я луна*               | 12-я луна     |                |
| Юлианский календарь                 | 11 февраля 1404 | 12 марта                | 10 апреля | 10 мая                  | 8 июня                  | 8 июля                  | 6 августа               | 5 сентября              | 5 октября   | 3 ноября   | 3 декабря                | 1 января 1405 |                |
| 12-й год Оэй (Деревянный Петух)     | 1-я луна*       | 2-я луна                | 3-я луна* | 4-я луна*               | 5-я луна                | 6-я луна*               | 7-я луна                | 8-я луна                | 9-я луна*   | 10-я луна  | 11-я луна                | 12-я луна*    |                |
| Юлианский календарь                 | 31 января 1405  | 1 марта                 | 31 марта  | 29 апреля               | 28 мая                  | 27 июня                 | 26 июля                 | 25 августа              | 24 сентября | 23 октября | 22 ноября                | 22 декабря    |                |
| 13-й год Оэй (Огненная Собака)      | 1-я луна        | 2-я луна*               | 3-я луна  | 4-я луна*               | 5-я луна*               | 6-я луна                | 6-я луна (високосная) * | 7-я луна                | 8-я луна*   | 9-я луна   | 10-я луна                | 11-я луна     | 12-я луна*     |
| Юлианский календарь                 | 20 января 1406  | 19 февраля              | 20 марта  | 19 апреля               | 18 мая                  | 16 июня                 | 16 июля                 | 14 августа              | 13 сентября | 12 октября | 11 ноября                | 11 декабря    | 10 января 1407 |
| 14-й год Оэй (Огненная Свинья)      | 1-я луна        | 2-я луна*               | 3-я луна  | 4-я луна*               | 5-я луна*               | 6-я луна                | 7-я луна*               | 8-я луна                | 9-я луна*   | 10-я луна  | 11-я луна                | 12-я луна     |                |
| Юлианский календарь                 | 8 февраля 1407  | 10 марта                | 8 апреля  | 8 мая                   | 6 июня                  | 5 июля                  | 4 августа               | 2 сентября              | 2 октября   | 31 октября | 30 ноября                | 30 декабря    |                |
| 15-й год Оэй (Земляная Крыса)       | 1-я луна*       | 2-я луна                | 3-я луна* | 4-я луна                | 5-я луна*               | 6-я луна*               | 7-я луна                | 8-я луна*               | 9-я луна    | 10-я луна* | 11-я луна                | 12-я луна     |                |
| Юлианский календарь                 | 29 января 1408  | 27 февраля              | 28 марта  | 26 апреля               | 26 мая                  | 24 июня                 | 23 июля                 | 22 августа              | 20 сентября | 20 октября | 18 ноября                | 18 декабря    |                |
| 16-й год Оэй (Земляной Бык)         | 1-я луна*       | 2-я луна                | 3-я луна  | 3-я луна (високосная) * | 4-я луна                | 5-я луна*               | 6-я луна*               | 7-я луна                | 8-я луна*   | 9-я луна   | 10-я луна*               | 11-я луна     | 12-я луна*     |
| Юлианский календарь                 | 17 января 1409  | 15 февраля              | 17 марта  | 16 апреля               | 15 мая                  | 14 июня                 | 13 июля                 | 11 августа              | 10 сентября | 9 октября  | 8 ноября                 | 7 декабря     | 6 января 1410  |
| 17-й год Оэй (Металлический Тигр)   | 1-я луна        | 2-я луна                | 3-я луна* | 4-я луна                | 5-я луна*               | 6-я луна                | 7-я луна*               | 8-я луна                | 9-я луна*   | 10-я луна  | 11-я луна*               | 12-я луна     |                |
| Юлианский календарь                 | 4 февраля 1410  | 6 марта                 | 5 апреля  | 4 мая                   | 3 июня                  | 2 июля                  | 1 августа               | 30 августа              | 29 сентября | 28 октября | 27 ноября                | 26 декабря    |                |
| 18-й год Оэй (Металлический Кролик) | 1-я луна*       | 2-я луна                | 3-я луна* | 4-я луна                | 5-я луна                | 6-я луна*               | 7-я луна                | 8-я луна*               | 9-я луна    | 10-я луна* | 10-я луна (високосная) * | 11-я луна     | 12-я луна      |
| Юлианский календарь                 | 25 января 1411  | 23 февраля              | 25 марта  | 23 апреля               | 23 мая                  | 22 июня                 | 21 июля                 | 20 августа              | 18 сентября | 18 октября | 16 ноября                | 15 декабря    | 14 января 1412 |
| 19-й год Оэй (Водяной Дракон)       | 1-я луна*       | 2-я луна                | 3-я луна* | 4-я луна                | 5-я луна*               | 6-я луна                | 7-я луна                | 8-я луна*               | 9-я луна    | 10-я луна* | 11-я луна                | 12-я луна*    |                |
| Юлианский календарь                 | 13 февраля 1412 | 13 марта                | 12 апреля | 11 мая                  | 10 июня                 | 9 июля                  | 8 августа               | 7 сентября              | 6 октября   | 5 ноября   | 4 декабря                | 3 января 1413 |                |
| 20-й год Оэй (Водяная Змея)         | 1-я луна        | 2-я луна*               | 3-я луна* | 4-я луна                | 5-я луна*               | 6-я луна                | 7-я луна                | 8-я луна*               | 9-я луна    | 10-я луна  | 11-я луна*               | 12-я луна     |                |
| Юлианский календарь                 | 1 февраля 1413  | 3 марта                 | 1 апреля  | 30 апреля               | 30 мая                  | 28 июня                 | 28 июля                 | 27 августа              | 25 сентября | 25 октября | 24 ноября                | 23 декабря    |                |
| 21-й год Оэй (Деревянная Лошадь)    | 1-я луна*       | 2-я луна                | 3-я луна* | 4-я луна*               | 5-я луна                | 6-я луна*               | 7-я луна                | 7-я луна (високосная) * | 8-я луна    | 9-я луна   | 10-я луна                | 11-я луна*    | 12-я луна      |
| Юлианский календарь                 | 22 января 1414  | 20 февраля              | 22 марта  | 20 апреля               | 19 мая                  | 18 июня                 | 17 июля                 | 16 августа              | 14 сентября | 14 октября | 13 ноября                | 13 декабря    | 11 января 1415 |
| 22-й год Оэй (Деревянная Коза)      | 1-я луна*       | 2-я луна                | 3-я луна* | 4-я луна*               | 5-я луна                | 6-я луна*               | 7-я луна                | 8-я луна*               | 9-я луна    | 10-я луна  | 11-я луна                | 12-я луна*    |                |
| Юлианский календарь                 | 10 февраля 1415 | 11 марта                | 10 апреля | 9 мая                   | 7 июня                  | 7 июля                  | 5 августа               | 4 сентября              | 3 октября   | 2 ноября   | 2 декабря                | 1 января 1416 |                |
| 23-й год Оэй (Огненная Обезьяна)    | 1-я луна        | 2-я луна*               | 3-я луна  | 4-я луна*               | 5-я луна*               | 6-я луна                | 7-я луна*               | 8-я луна*               | 9-я луна    | 10-я луна  | 11-я луна*               | 12-я луна     |                |
| Юлианский календарь                 | 30 января 1416  | 29 февраля              | 29 марта  | 28 апреля               | 27 мая                  | 25 июня                 | 25 июля                 | 23 августа              | 21 сентября | 21 октября | 20 ноября                | 19 декабря    |                |
| 24-й год Оэй (Огненный Петух)       | 1-я луна        | 2-я луна                | 3-я луна* | 4-я луна                | 5-я луна*               | 5-я луна (високосная) * | 6-я луна                | 7-я луна*               | 8-я луна*   | 9-я луна   | 10-я луна                | 11-я луна*    | 12-я луна      |
| Юлианский календарь                 | 18 января 1417  | 17 февраля              | 19 марта  | 17 апреля               | 17 мая                  | 15 июня                 | 14 июля                 | 13 августа              | 11 сентября | 10 октября | 9 ноября                 | 9 декабря     | 7 января 1418  |
| 25-й год Оэй (Земляная Собака)      | 1-я луна        | 2-я луна*               | 3-я луна  | 4-я луна                | 5-я луна*               | 6-я луна*               | 7-я луна                | 8-я луна*               | 9-я луна*   | 10-я луна  | 11-я луна                | 12-я луна*    |                |
| Юлианский календарь                 | 6 февраля 1418  | 8 марта                 | 6 апреля  | 6 мая                   | 5 июня                  | 4 июля                  | 2 августа               | 1 сентября              | 30 сентября | 29 октября | 28 ноября                | 28 декабря    |                |
| 26-й год Оэй (Земляная Свинья)      | 1-я луна        | 2-я луна                | 3-я луна* | 4-я луна                | 5-я луна*               | 6-я луна                | 7-я луна*               | 8-я луна                | 9-я луна*   | 10-я луна  | 11-я луна*               | 12-я луна     |                |
| Юлианский календарь                 | 26 января 1419  | 25 февраля              | 27 марта  | 25 апреля               | 25 мая                  | 23 июня                 | 23 июля                 | 21 августа              | 20 сентября | 19 октября | 18 ноября                | 17 декабря    |                |
| 27-й год Оэй (Металлическая Крыса)  | 1-я луна*       | 1-я луна (високосная)   | 2-я луна* | 3-я луна                | 4-я луна*               | 5-я луна                | 6-я луна                | 7-я луна*               | 8-я луна    | 9-я луна*  | 10-я луна                | 11-я луна*    | 12-я луна      |
| Юлианский календарь                 | 16 января 1420  | 14 февраля              | 15 марта  | 13 апреля               | 13 мая                  | 11 июня                 | 11 июля                 | 10 августа              | 8 сентября  | 8 октября  | 6 ноября                 | 6 декабря     | 4 января 1421  |
| 28-й год Оэй (Металлический Бык)    | 1-я луна*       | 2-я луна                | 3-я луна* | 4-я луна                | 5-я луна*               | 6-я луна                | 7-я луна*               | 8-я луна                | 9-я луна    | 10-я луна* | 11-я луна                | 12-я луна*    |                |
| Юлианский календарь                 | 3 февраля 1421  | 4 марта                 | 3 апреля  | 2 мая                   | 1 июня                  | 30 июня                 | 30 июля                 | 28 августа              | 27 сентября | 27 октября | 25 ноября                | 25 декабря    |                |
| 29-й год Оэй (Водяной Тигр)         | 1-я луна        | 2-я луна*               | 3-я луна* | 4-я луна                | 5-я луна*               | 6-я луна                | 7-я луна*               | 8-я луна                | 9-я луна    | 10-я луна  | 10-я луна (високосная) * | 11-я луна     | 12-я луна*     |
| Юлианский календарь                 | 23 января 1422  | 22 февраля              | 23 марта  | 21 апреля               | 21 мая                  | 19 июня                 | 19 июля                 | 17 августа              | 16 сентября | 16 октября | 15 ноября                | 14 декабря    | 13 января 1423 |
| 30-й год Оэй (Водяной Кролик)       | 1-я луна        | 2-я луна*               | 3-я луна* | 4-я луна                | 5-я луна*               | 6-я луна                | 7-я луна*               | 8-я луна                | 9-я луна    | 10-я луна* | 11-я луна                | 12-я луна     |                |
| Юлианский календарь                 | 11 февраля 1423 | 13 марта                | 11 апреля | 10 мая                  | 9 июня                  | 8 июля                  | 7 августа               | 5 сентября              | 5 октября   | 4 ноября   | 3 декабря                | 2 января 1424 |                |
| 31-й год Оэй (Деревянный Дракон)    | 1-я луна*       | 2-я луна                | 3-я луна* | 4-я луна*               | 5-я луна                | 6-я луна*               | 7-я луна*               | 8-я луна                | 9-я луна    | 10-я луна* | 11-я луна                | 12-я луна     |                |
| Юлианский календарь                 | 1 февраля 1424  | 1 марта                 | 31 марта  | 29 апреля               | 28 мая                  | 27 июня                 | 26 июля                 | 24 августа              | 23 сентября | 23 октября | 21 ноября                | 21 декабря    |                |
| 32-й год Оэй (Деревянная Змея)      | 1-я луна        | 2-я луна*               | 3-я луна  | 4-я луна*               | 5-я луна*               | 6-я луна                | 6-я луна (високосная) * | 7-я луна*               | 8-я луна    | 9-я луна   | 10-я луна*               | 11-я луна     | 12-я луна      |
| Юлианский календарь                 | 20 января 1425  | 19 февраля              | 20 марта  | 19 апреля               | 18 мая                  | 16 июня                 | 16 июля                 | 14 августа              | 12 сентября | 12 октября | 11 ноября                | 10 декабря    | 9 января 1426  |
| 33-й год Оэй (Огненная Лошадь)      | 1-я луна        | 2-я луна*               | 3-я луна  | 4-я луна*               | 5-я луна*               | 6-я луна                | 7-я луна*               | 8-я луна*               | 9-я луна    | 10-я луна* | 11-я луна                | 12-я луна     |                |
| Юлианский календарь                 | 8 февраля 1426  | 10 марта                | 8 апреля  | 8 мая                   | 6 июня                  | 5 июля                  | 4 августа               | 2 сентября              | 1 октября   | 31 октября | 29 ноября                | 29 декабря    |                |
| 34-й год Оэй (Огненная Коза)        | 1-я луна        | 2-я луна*               | 3-я луна  | 4-я луна*               | 5-я луна                | 6-я луна*               | 7-я луна                | 8-я луна*               | 9-я луна*   | 10-я луна  | 11-я луна*               | 12-я луна     |                |
| Юлианский календарь                 | 28 января 1427  | 27 февраля              | 28 марта  | 27 апреля               | 26 мая                  | 25 июня                 | 24 июля                 | 23 августа              | 21 сентября | 20 октября | 19 ноября                | 18 декабря    |                |
| 35-й год Оэй (Земляная Обезьяна)    | 1-я луна        | 2-я луна*               | 3-я луна  | 3-я луна (високосная)   | 4-я луна*               | 5-я луна                | 6-я луна*               | 7-я луна                | 8-я луна*   | 9-я луна   | 10-я луна*               | 11-я луна*    | 12-я луна      |
| Юлианский календарь                 | 17 января 1428  | 16 февраля              | 16 марта  | 15 апреля               | 15 мая                  | 13 июня                 | 13 июля                 | 11 августа              | 10 сентября | 9 октября  | 8 ноября                 | 7 декабря     | 5 января 1429  |

* звёздочкой отмечены короткие месяцы (луны) продолжительностью 29 дней. Остальные месяцы длятся 30 дней.